# William Zapata Brand
- No confundir con William "Toro" Zapata.[1]

William Zapata Brand también conocido como El Cachetón (Cali, Valle del Cauca, Colombia; 28 de abril de 1988) es un futbolista colombiano. Juega de extremo y actualmente se encuentra en el Deportivo San Pedro de la Primera División de Guatemala.

## Trayectoria
En busca de más continuidad, fichó por Cienciano del Cuzco, en Cienciano logró anotar 3 goles en 15 partidos. Jugó al lado de sus compatriotas Tardellis Peña y Walter Noriega.
Llega al América en el 2011. El 30 de junio renuncia al América junto a su compañero Avilés Hurtado justificando que se van por el incumplimiento que se ha presentado en el pago de los salarios y la inestabilidad que se vive actualmente, en materia económica y deportiva, en el cuadro 'escarlata'. El 5 de agosto de 2011 se confirma su paso al Cúcuta Deportivo, donde juega en el Torneo Finalización.
En 2012 alcanzó el subtítulo con Independiente Medellín, marcando en aquella final que llevaría a su equipo a la tanda de penales la cual ganó Millonarios.
A finales del 2014 es licenciado del Deportivo Pasto debido a actos de indisciplina contra la hinchada de este equipo y por agredir a un miembro de la prensa de esa ciudad. 

## Clubes
| Club                   | País                | Año                 | Partidos | Goles |
| ---------------------- | ------------------- | ------------------- | -------- | ----- |
| Depor Aguablanca       | Colombia            | 2008 - 2009         | 30       | 5     |
| América de Cali        | Colombia            | 2009                | 7        | 0     |
| Cienciano              | Perú                | 2010                | 15       | 3     |
| Cortuluá               | Colombia            | 2010                | 8        | 1     |
| América de Cali        | Colombia            | 2011                | 14       | 4     |
| Cúcuta Deportivo       | Colombia            | 2011                | 16       | 4     |
| Deportivo Táchira      | Venezuela           | 2012                | 10       | 0     |
| Independiente Medellín | Colombia            | 2012 - 2013         | 27       | 5     |
| Santa Fe               | Colombia            | 2013                | 19       | 1     |
| Deportivo Pasto        | Colombia            | 2014                | 24       | 7     |
| Jaguares de Córdoba    | Colombia            | 2015                | 13       | 12    |
| Boyacá Chicó           | Colombia            | 2015                | 12       | 0     |
| Marathón               | Honduras            | 2016                | 12       | 3     |
| Xelajú                 | Guatemala           | 2017 - 2018         | 40       | 13    |
| Sanarate               | Guatemala           | 2018 - 2020         | 70       | 25    |
| Deportivo Guastatoya   | Guatemala           | 2020                | 0        | 0     |
| Deportivo San Pedro    | Guatemala           | 2020 - presente     | 0        | 0     |
| Total en la carrera    | Total en la carrera | Total en la carrera | 307      | 83    |